# Constantin Condrea
Constantin Condrea (în rusă Константин Абрамович Кондря, n. 27 noiembrie 1920, Dorohoi, Moldova, România - d. 2 august 2009, Seattle, Statele Unite ale Americii) a fost un poet român, sovietic moldovean și american, dramaturg, satiric și traducător.
            Din cartea cu snoave "Zama de topor", Chișinău,  editura " Literatura artistica" 1978. 
             OSPĂȚUL LUI TÂNDALĂ
La Tândală vine-n ospeție
Un prieten din copilărie. 
Și i-a zis Tândală:
"Hai cu mine
Să te ospătez cum se cuvine".
Amândoi se-mbracă, ies din casă,  
Vin la ospătar,  se pun la masă.
" Carne ai?" - a întrebat Tândală.
"Am carne, parcă-i pâine moale".
"Dă-ne pâine dacă e mai bună".
"Am o pâine parcă-i unt, - le spune.
S-a uitat la ospătar Tândală:
"Dă-ne, frate, unt, fără-ndoială".
"Am un unt frumos ca untdelemnul".
"Untdelemnu-o fi mai bun, pe semne!"
"Am un untdelemn, măi frățioare,
Limpede ca apa din izvoare".
"Păi de ce ne bați atuncea capul?
Adă repede un șip de apă!" 
              BOIERUL ȘI LUNTRAȘUL
Un boier cu luntrea
Se plimba pe mare.
Își fuma luleaua
Și privea în zare. 
El simțea cum luntrea 
Lunecă ușoară 
Căci vâslea luntrașul
De-i curgea sudoarea. 
Îi plăcea că-i lină 
Marea fără capăt 
Oglindind albastrul
Cerului în apă. 
Cercetând întinsul 
Plin de măreție, 
A-ntrebat boierul:
"Știi geografia?" 
L-a privit luntrașul
Fără a-i răspunde.
A zâmbit boierul:
"Nu știi, n-ai de unde. 
Păi un sfert de viață 
Ai pierdut,  băiete!"
Și ștergând luleaua
Cu mișcări încete, 
A mai spus: "Îmi pare
Că nu știi nici carte?"
Dar luntrașul mâna
Luntrea mai departe. 
"Încă-un sfert de viață 
Ai pierdut, socoate - 
Ți-a rămas,  adică,  
Numai jumătate." 
Dar a prins să bată
Vântul fără veste,
Ridicând pe mare
Spumegânde creste. 
Au izbit în luntre 
Valuri uriașe. 
Cu îngrijorare 
A strigat luntrașul: 
"Cât mai este vreme,
Să sărim în apă!
Haide, nu te teme,
Malul e aproape! 
Știi să-noți, cucoane?"
"Nu știu, frate dragă."
"Păi atuncea viața
Ți-ai pierdut-o-ntreaga!" 
           ȚĂRANUL LA JUDECĂTOR 
Au intrat la judecătorie
Un țăran sărac și un boier.
"M-a lovit boierul peste față 
Și-am venit dreptate să vă cer".
"L-ai lovit?" - judecătorul-ntreabă.
Dar boierul râde: "L-am lovit".
"Măi om bun, de ce mai vii cu jalbă?
Vezi și tu: boierul a glumit." 
"Bună glumă! - s-a-ncruntat țăranul,
Nu, eu țin morțiș să-l pedepsești."
" Bine! Legea spune: pentr-o palmă
Trebuie un galben să plătești." 
Și-a făcut boierului cu ochiul.
S-a întors acela spre țăran:
"Eu mă învoiesc, așteaptă numai,
Până trag o fugă după bani."
Și s-a dus râzând fără de grijă.
Iar țăranul așteptând un ceas,
Ba mai așteptând și încă unul,
Înțelege că l-au dus de nas. 
La judecător se duce iară:
"Nu mai pot s-aștept, domnia ta...
Cât ai spus că-i prețul unei palme?"
"Păi,  un galben." 
"Ei, atuncea, na!"
Și i-a tras o palmă înfundată,
De-a căzut judecătorul lat.
"Când aduce galbenul boierul
Să ți-l iei, că eu mă-ntorc în sat." 
                    OALA FERMECATĂ
Într-o bună zi Păcăla,
Vrând să-și fiarbă un pasat,
A venit sa ceară-o oală
La vecinul său bogat. 
"Eu ți-o dau, - a spus vecinul, - 
Dar de-o strici cumva, să știi, 
Că iau pielea de pe tine,
Altfel nu ai cum plăti." 
Când bogatu-n zori se scoală,
Căci de grijă nu dormea,
Stă Păcăla-n prag cu oala,
Iar în oală - o ulcea. 
"Ale tale-s amândouă.
Vezi, degeaba te-ai temut,
Oala ta o oală nouă
Peste noapte a născut." 
Lacom cum era din fire,
Bogătașul le-a primit
Și a spus cu mulțumire:
"Văd că ești un om cinstit." 
Peste-un timp Păcăla cere
Oala iar, și cel bogat
I-o întinde cu plăcere 
Bucuros că l-a rugat. 
Trece-o vreme oarecare,
Stă bogatul ca pe spini
Și arzând de nerăbdare 
Vine-odata la vecin. 
"Măi Păcăla, ce-i cu oala?
Cât se chinuie născând?"
"Oala? A zăcut de boală.
Amu zace în pământ." 
"Care boală? Ce-i cu tine?
Da vorbește lămurit."
"Păi ți-am spus de-acu, vecine,
Oală ceea a murit." 
"Cum să moară, măi Păcăla?
Parcă-i lucru de crezut?"
"De-a putut să nască oala,
Și sa moară a putut." 
                             DINTELE
"Ce-i ci tine, mai Tândală,
Că de falcă tot te ții?"
"Dintele cumplit mă doare."
" Scoate-l, bre, nu șovăi!
Dac-ar fi la mine-n gura, 
Eu la gânduri n-aș mai sta."
"E-he-hei! Și eu l-aș scoate,
Dac-ar fi in gura ta." 
                     CE-A FĂCUT TATA
Un chiabur năimi odată 
Pe Păcăla lucrător.
Chiar a doua zi flăcăul
S-a pornit la deal cu zor. 
A muncit o zi întreaga, 
Iar când soarele-a apus,
S-a întors trudit acasă 
Și la masă mi s-a pus. 
Dar chiaburul, zgârie-brânză,
Scoate leneș din blidar
Doar un boț de mămăligă 
Și o cepușoara doar. 
Lui Păcăla - pe un dinte,
Și-ncă pe un dinte mic,
Le-a-nghițit într-o clipită
Și s-a ridicat voinic: 
"Dă-mi bucate, măi chiabure,
Să mă satur, că de nu, 
Fac ce tatăl meu făcuse,
Când mâncare nu avu." 
"Aoleu!" - și-a zis chiaburul,
Clănțanind din dinți fricos.
Și borș acru, și friptură, 
Și plăcinte a mai scos. 
Iar în vreme ce Păcăla 
Mulțumit înfuleca,
Undeva pe la călcâie 
Inima i se zbătea. 
Sufletul plângea într-însul,
Când privea ca un năuc,
Cum pe gura lui Păcăla 
Bunătățile se duc. 
Azi așa, așa și mâine, 
Vreo trei-patru săptămâni 
L-a hrănit vârtos stăpânul,
Căci trăia cu frica-n sân. 
Iar când și-a slujit sorocul
Voinicelul meu hăzos,
I-a întins chiaburul banii
Și l-a întrebat mieros: 
"Ți-am plătit cum se cuvine,
Dar aș vrea să-mi spui și tu:
Ce făcu pe vremuri tata,
Când mâncare nu avu?" 
"La chimir punând simbria,
I-a răspuns Păcăla blând:
"Ce să facă bietul tată?
S-a culcat și el flămând." 
                  POȘTAȘUL ISTEȚ 
Trecea deseori
Un poștaș prin pădure,
Cu bani și scrisori
Făr-ca nimeni să-l fure. 
Porni și acum
Prin desime de codru.
Da-i iese în drum
Cu pistolul un lotru. 
Văzându-l, de frica
Poștașul îngheață.
Iar lotrul îi strigă:
"Arginții ori viața!" 
Poștașul nu poate
Să sufle o vorbă.
Tâlharul îi scoate
Bănetul din torbă. 
Chimiru-și îngroașă 
Și vrea să se ducă.
Atunci păgubașul
De braț îl apucă: 
"Sătul ești de pradă,
Fă-mi dară un bine,
Ca lumea să vadă 
Că n-am nicio vină. 
Te rog, bortelește-mi 
Cartuzul oleacă!"
Tâlharul țintește 
Și trage și pleacă. 
"Măi fa-mi bunătatea
Cu gloanțele tale,
Și trage o dată 
Și-n poala mantalei." 
Se-ntoarce tâlharul - 
Un pocnet răsună.
Desface poștașul 
Mantaua și spune: 
"Fii, omule, harnic,
Mai trage și-ncoace."
Tâlharul zădarnic 
Apasă trăgaciul. 
"N-am gloanțe, - el zice, -
Dă-mi pace, creștine."
"N-ai gloanțe, voinice?
Atuncea e bine." 
Poștașul își scoate
Pe loc pistoletul:
"Fă bine, fârtate,
Și-ntoarce-mi banetul!" 
                   Motive orientale
              NASTRATIN ȘI BEIUL
Nastratin veni odată
La bogatul Ali-bei.
Și ii spuse: "Luminate,
Flămânzesc copiii mei. 
Dă-mi o mână de făină
Să le coc niște lipii."
"N-am de unde, Nastratine,
Să hrănesc atâți copii." 
"Ți-oi munci, nu cer degeaba."
"Pentru tine muncă nu-i."
"Pune-mă la orice treabă."
"Orice treabă? Bine spui. 
Are minte omenească
Înțeleptul meu măgar.
Deci, învată-l să citească,
Ori să numere măcar. 
Na-ți soroc un an. Drept plată - 
Cu tot neamul te hrănesc."
Hâtru Nastratin îndată
Îi răspunse: "Ma-nvoiesc. 
Vreau măgarul tău să știe
Orice filă din Coran.
S-o citească și s-o scrie.
Dar e prea puțin un an. 
În vreo șapte ani se poate."
"Șapte ani e lung soroc."
"Dar magarul tău, socoate,
Nu e om, ci dobitoc." 
"Aferim! - răspunse beiul, - 
Dar de nas dacă mă duci,
Căpățina o să-ți steie
Unde stau ai tăi papuci." 
Nastratin porni spre casă
Mai voios ca orișicând. 
Pe măgar încălecase
Și-l mâna încet, zicând: 
"Slavă lui Allah că-i mare
Și mi-a dat un ajutor.
Cât de bine-i când măgarii
Se-ngrijesc de frații lor!" 
Nastratin sosi cu bine
La căsuța lui din sat.
"Ce-i cu tine, Nastratine?" - 
Soața mi l-a întrebat. 
El îi spuse, dar nevasta
Nu se poate alina:
"Nastratine, ce năpastă
Ai adus în casa ta! 
Șapte ani or trece-n grabă,
Ai să strigi atunci: "Aman!"
"Măi nevasta, plângi degeaba,
Șapte ani nu sunt un an. 
Pân-atuncea, vorba ceea,
Dacă vom avea noroc:
Ori mor eu, ori moare beiul,
Ori sărmanul dobitoc." 
                    CAPUL LUI EFENDI
Ibrahim-efendi
Într-o zi de vară,
Își fuma ciubucul
Și privea afară. 
Bine-i la fereastră,
Dacă nu e soare.
Forfotă de lume,
Strâmtă ulicioară. 
Tu privești la lume,
Lumea te privește.
Dar pe ulicioară
Nastratin pășește. 
Cată la efendi
Nastratin, sărmanul.
"Aoleu! Iar vine
După vreo pomană." 
Ibrahim-efendi
Sare ca năucul,
Ibrahim-efendi
Scapă jos ciubucul. 
Și, bătând din palme, 
Cheamă sluga-n grabă:
"Eu nu sunt acasă,
Nastratin de-ntreaba." 
Nastratin la ușă 
Bate peste-o clipă.
Sluga îi deschide
Și îi spune-n pripă: 
"E plecat efendi,
Vreau să-ți dau de știre."
"Mașala!" - exclamă
Hogea cu uimire. 
Și apoi, spre slugă,
Care îl petrece:
"De-o mai fi stăpânul 
Undeva să plece, 
Capul la fereastră
Spune-i să nu-și lase.
Pot să creadă unii
Că se-ascunde-n casă."

## Biografie
Condrea s-a născut în 1920, în Dorohoi. Provenea dintr-o familie de evrei, numele său real fiind Calman Abramovici Con. A copilărit la Ploiești și la București, unde a absolvit liceul. În 1940, după ocupația sovietică a Basarabiei și Bucovinei de Nord, s-a mutat la Chișinău. În 1945 a absolvit Universitatea Pedagogică din același oraș.
Și-a început cariera colaborând la ziarele "Tinerimea Moldovei", "Scînteia lui Lenin", respectiv revista "Nistru". Prima carte de poezie, "Tinerețea", a publicat-o în 1949. În anii 1950-1970 a publicat diverse opere satirice, atât în limba moldovenească, cât și în limba rusă. În paralel, a desfășurat și o activitate de dramaturg, colaborând cu scriitorul Samson Șleahu. A scris de asemenea și opere pentru copii.
În 1979 a încercat să emigreze în Israel, dar i-a fost refuzată viza. A fost concediat de la ziarele cu care colabora, precum și exclus din Uniunea Scriitorilor din Moldova. A fost nevoit să se refugieze în traduceri, colaborând cu Alexandru Cosmescu. În 1988 a reușit să emigreze în SUA, stabilindu-se în Seattle, unde a colaborat cu diverse publicații rusofone.
A decedat în 2009, la 88 de ani, în Seattle.